# تيتروكسوبريم
تيتروكسوبريم Tetroxoprim (دواء دولي غير مسجل الملكية)  هو مشتق من دواء أخر. ووصف لأول مرة في عام 1979. هو مضاد حيوي مشتق من التريميثوبريم.

## الخواص

### الاسم العلمي
5-[[3,5-dimethoxy-4-(2-methoxyethoxy)phenyl]methyl]pyrimidine-2,4-diamine

### الصيغة الكيميائية
C16H22N4O4

### الوزن الجزئي
334.70 g/mol

## آلية العمل
من العوامل المضادة للالتهاب . أو هو من المواد التي تمنع العوامل المعدية أو الكائنات الحية من الانتشار أو قتل العوامل المعدية من أجل منع انتشار العدوى. يعمل على منع تكوين حمض الفوليك (Folic Acid) مما يوقف عملية نمو وتكاثر الجراثيم.